# (674118) 2015 KH162
(674118) 2015 KH162 est un objet transneptunien faisant partie du disque des objets épars. On pensait également qu'il était en résonance 1:3 avec Neptune.

## Description
Il a été découvert en mai 2015 dans la constellation du Serpent à l'aide du télescope Keck et annoncé le 23 février 2016. Il s'agit d'une planète naine potentielle de magnitude absolue 4,1 et orbitant à une distance moyenne de 59 UA du Soleil. Son diamètre est estimé à 570 km.